# Chèo chẹo hung
Hierococcyx hyperythrus là một loài chim trong họ Cuculidae.